# (37074) 2000 UV53
2000 UV53 (asteroide 37074) é um asteroide da cintura principal. Possui uma excentricidade de 0.05652320 e uma inclinação de 4.89558º.
Este asteroide foi descoberto no dia 24 de outubro de 2000 por LINEAR em Socorro.